# Ginsiana mediocris
Ginsiana mediocris är en stekelart som beskrevs av Hoffer 1970. Ginsiana mediocris ingår i släktet Ginsiana och familjen sköldlussteklar. Inga underarter finns listade i Catalogue of Life.